# Мошнени (Констанца)
Мошнени (рум. Moșneni) насеље је у Румунији у округу Констанца у општини Доуазечи ши Треј Аугуст. Oпштина се налази на надморској висини од 46 m.

## Становништво
Према подацима из 2002. године у насељу је живело 1263 становника.

### Попис2002.
| Расподела становништва по националности 2002.‍ | Расподела становништва по националности 2002.‍ | Расподела становништва по националности 2002.‍ | Расподела становништва по националности 2002.‍ | Расподела становништва по националности 2002.‍ |
| --------------------------------------------- | --------------------------------------------- | --------------------------------------------- | --------------------------------------------- | --------------------------------------------- |
|                                               |                                               |                                               |                                               |                                               |
| Румуни                                        | Румуни                                        |                                               | 1.125                                         | 89,2%                                         |
| Роми                                          | Роми                                          |                                               | 11                                            | 0,9%                                          |
| Турци                                         | Турци                                         |                                               | 5                                             | 0,4%                                          |
| Татари                                        | Татари                                        |                                               | 120                                           | 9,5%                                          |